# Historia de la quimioterapia
La era de la quimioterapia se inició en la década de 1917 con los primeros usos del gas mostaza y drogas antagónicas al ácido fólico para el tratamiento del cáncer. El desarrollo de medicamentos contra el cáncer se ha convertido en una industria multimillonaria. A pesar de que la mayor revolución en este campo se debe a la targeted therapy (terapia dirigida), muchos de los principios y limitaciones de la quimioterapia descubiertos por los primeros investigadores aún se aplican en la actualidad.

## Los primeros esfuerzos (1940–1950)
Los inicios de la era moderna de la quimioterapia pueden ser relacionados directamente con el descubrimiento de que el gas mostaza, un agente químico de uso militar, podía ser usado con efectividad para el tratamiento contra el cáncer. Los farmacólogos, Louis S. Goodman y Alfred Gilman fueron reclutados por el Departamento de Defensa de los Estados Unidos para investigar el potencial terapéutico de la aplicación de los agentes activos de las armas químicas en la medicina. Autopsias y otros estudios en personas expuestas al gas mostaza había revelado una profunda disminución de la linfa. Goodman y Gilman razonaron que este agente podría ser usado en el tratamiento del linfoma, dado que éste es un tumor formado por células linfáticas. Entonces, realizaron sus experimentos en animales; desarrollaron linfomas en ratónes y demostraron que podían tratarlos con gas mostaza. Más adelante, y con la colaboración del cirujano de tórax, Gustav Linskog, inyectaron un agente derivado: la mustina (el prototipo de la quimioterapia anticancerígena por gas mostaza), en un paciente con linfoma no hodgkiniano. Los investigadores observaron una dramática reducción en la masa tumoral del paciente. A pesar de que este efecto duró solo unas pocas semanas, aquel fue el primer paso en la demostración de que el cáncer podía ser tratado con agentes farmacológicos. (Goodman et al 1946).

## Otro paso adelante: los antimetabolitos
Poco después de la Segunda Guerra Mundial, se realizaría un segundo gran avance en el desarrollo de quimioterapia. Sidney Farber, un patólogo de la Escuela Médica de Harvard, estudiaba los efectos del ácido fólico en los pacientes con leucemia. El ácido fólico, una vitamina esencial para el metabolismo del ADN (no se conocía la importancia del ADN en ese momento), había sido descubierto por Lucy Wills, mientras trabaja en la India en 1937. Dicho agente parecía estimular la proliferación de células de leucemia linfoblástica aguda cuando era administrada a niños con dicho tipo de cáncer. En uno de los primeros ejemplos de diseño racional de medicamentos (más que un descubrimiento accidental), en colaboración con Harriett Kilte y los químicos de los Laboratorios Lederle, Farber usó metabolitos análogos. Estos fueron, primero la aminopterina y luego amethopterina (hoy metotrexato), que eran antagónicos al ácido fólico, y bloqueaban la función de las enzimas que requerían metabolitos. Cuando se administraron a niños con leucemia linfoblástica aguda en 1948, estos agentes se convirtieron en las primeras drogas que indujeron la remisión en niños con leucemia linfoblástica aguda. La remisión fue breve, pero el principio había quedado establecido: los antimetabolitos podían suprimir la proliferación de células malignas, y podían, de esta forma, restablecer el funcionamiento normal de la médula ósea. 
Es por este valioso aporte que Farber se encontró con una gran resistencia para proseguir sus estudios, en momentos en que la comunidad médica creía que la leucemia era incurable, y que los niños deberían ser dejados morir en paz. Más adelante, en 1948, una artículo de Farber en la revista New England Journal of Medicine fue víctima de incredulidad y del ridículo. En el mismo reporte había apreciado ampliamente la cooperación y guía de los famosos bioquímicos, Dr. Y. SubbaRow (director de la división de investigación de Lederle Labs, una división de American Cyanamid company, Pearl River, NY) quien había sintetizado y suministrado los químicos Aminopterina y luego Amithopterina para sus experimentos clínicos.
Cabe destacar que una década después en el Instituto Nacional contra el Cáncer de los Estados Unidos (NCI), Roy Hertz y Min Chiu Li descubrieron que el mismo tratamiento sobre la base solo de Metotrexato podía curar el coriocarcinoma en 1958. Este fue el primer tumor sólido que fue curado por Quimioterapia.

## 6-MP, alcaloides vinca y un "National Treatment Effort" por parte deEE. UU.
Joseph Burchenal, del Memorial Sloan-Kettering Cancer Center en New York, con la ayuda de Farber, inició su propio estudio sobre el metotrexato y encontró los mismos efectos. Entonces decidió intentar y desarrollar antimetabolitos de la misma forma que Farber, haciendo pequeños cambios en un metabolito necesario para la división celular. Con la ayuda de George Hitchings y Gertrude Elion, dos químico farmacéuticos quienes trabajaban en la Burroughs Wellcome Company en Tuckahoe, muchos análogos de la purine fueron probados, hasta que llegaron al descubrimiento del 6-mercaptopurine (6-MP), el cual, posteriormente mostró ser una droga antileucémica altamente activa.
El grupo de productos naturales de la compañía Eli Lilly encontró que los alcaloides de la Catharanthus de Madagascar (Vinca rosea), originalmente descubierta como un contenedor de drogas contra la diabetes, bloqueaba la proliferación de células tumorales. Posteriormente, el efecto antitumoral de los alcaloides vinca (por ejemplo vincristina), fue comprendido debido al estudio de sus habilidades para inhibir la polimerización microtubular, y por lo tanto, la división celular. 
El Congreso de los Estados Unidos creó un National Cancer Chemotherapy Service Center (NCCSC) en la NCI en 1955, en respuesta a los sucesos anteriores. Este fue el primer programa federal que promovió el descubrimiento de drogas contra el cáncer, no como la mayoría de compañía farmacéuticas que ya no están interesadas en el desarrollo de drogas contra el cáncer. La NCCSC desarrollo las metodologías y las herramientas más importantes (como cell lines y animal models) para el desarrollo de la quimioterapia.

## Quimioterapia combinativa (tratamiento combinado)
En 1965, ocurrió el mayor avance en terapia contra el cáncer. James Holland, Emil Freireich, y Emil Frei formularon la hipótesis que la quimioterapia podría seguir una estrategia similar a la usada por la terapia antibiótica contra la tuberculosis: la combinación de drogas, cada una con un mecanismo de acción diferente. Ll
Las células cancerosas podrían mutar considerablemente hasta volverse resistente a un agente invididual, pero, usando diferentes drogas concurrentemente sería más difícil para el tumor desarrollar resistencia a la combinación. Holland, Freireich, y Frei administraron simultáneamente metotrexato (un antimetabolito), vincristina (un alcaloide Vinca), 6-mercaptopurina (6-MP) y prednisona (juntos, nos referimos a ellos como régimen POMP) e indujeron una remisión de larga duración en niños con ALL. Con refinamientos incrementales del régimen original, usando estudios clínicos aleatorios hecho en el St. Jude Children's Research Hospital, el Medical Research Council de Reino Unido (Protocolos UKALL) y grupos de pruebas alemanes Berlín-Fráncfort del Meno-Münster (Protocolos ALL-BFM), ALL en niños se ha vuelto una enfermedad con muy altas probabilidades de curación.
Este método se extendió a los Linfomas en 1963 gracias a estudios de Vincent T. DeVita y George Canellos en el NCI, el cual había estado probando a finales de la década de 1960 que el gas mostaza, vincristina, procarbazina y prednisona (el régimen MOPP) podía curar pacientes con linfomas de Hodgkin y no hodgkinianos. En la actualidad, casi todos los regímenes de quimioterapia exitosos usan este paradigma de múltiples drogas administradas simultáneamente.

## Terapiaadyuvante
Como predijeran los estudios en animales, las drogas eran más efectivas cuando se usaban en pacientes con tumores de poco volumen. Otra estrategia importante desarrollada a partir de ello fue que si la carga del tumor podía ser reducida primero vía quirúrgica, entonces la quimioterapia podía ser capaz de limpiar y mantener en bajo porcentaje las células malignas, incluso si dicho tratamiento no hubiera sido lo suficientemente potente para destruir el tumor en su totalidad. Este método fue llamado: "Terapia adyuvante".
Emil Frei primero demostró este efecto: altas dosis de metotrexato prevenían la recurrencia de osteosarcoma y luego de proseguía con la remoción quirúrgica del tumor primario. El 5-fluorouracil, un inhibidor de la síntesis del ADN, fue después propuesto para disminuir la tasa de mortalidad cuando se usaba como adyuvante a la cirugía en tratamientos a pacientes con cáncer de cólon. Similarmente, las pruebas landmark trials de Bernard Fisher, jefe del Proyecto Nacional de Adyuvantes en Cirugías de Seno e Intestino, y de Gianni Bonadonna, trabajando en el Istituto Nazionale Tumori di Milano (Italia), probaron que la quimioterapia adyuvante después de la extirpación completa del tumor de seno, disminuía significativamente la tasa de mortalidad, particularmente en casos de cáncer avanzado.

## Drogas descubiertas en la NCI y en otras partes

### Iniciativas de Zubrod

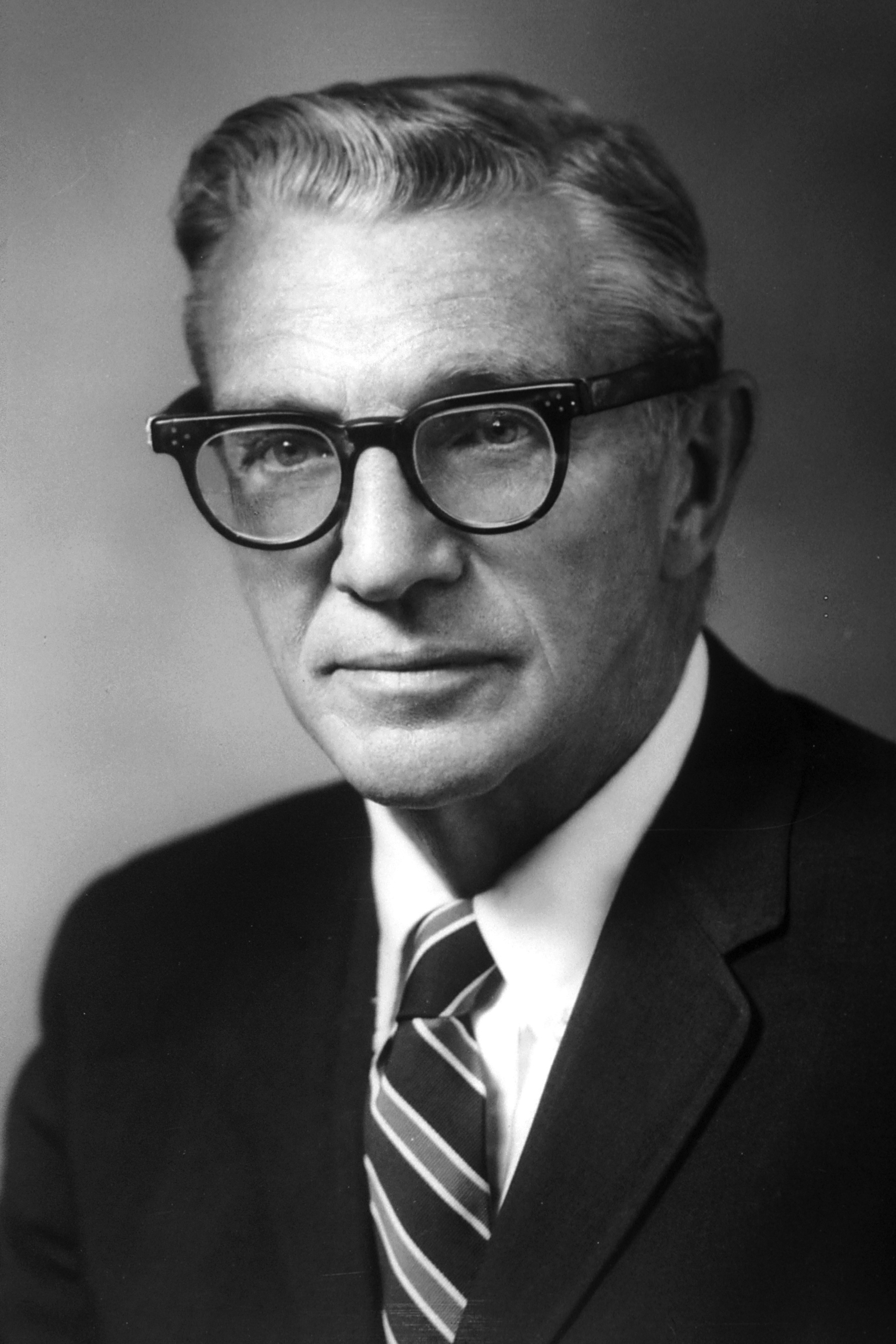
Dr. Gordon Zubrod (NCI)

En 1956, C. Gordon Zubrod, quien había liderado formalmente el desarrollo de agentes antimalaria para el ejército de los Estados Unidos, llegó a la División de Tratamiento de Cáncer de la NCI y lideró el desarrollo de nuevas drogas. En los dos décadas que siguieron a la creación de la NCCSC, un gran número de grupos cooperativos de pruebas clínicas se desenvolvía bajo los auspicios de la NCI para probar agente anticancerígenos. Zubrod tenía un particular interés por los productos naturales, y estableció un programa amplio para recolectar y probar plantas y fuentes marinas; un controversial programa que llevó al descubrimientos de los taxanes en 1964 y los camptothecinos in 1966. Ambas clases de droga fueron aisladas y descritas en el laboratorio de Monroe Wall en el Research Triangle Institute.

### Los taxanos
El Paclitaxel (Taxol) fue un novedoso agente antimitótico que promovía el ensamblado microtubular. Este agente era muy difícil de sintetizar y sólo podía ser obtenido de la corteza del Taxus brevifolia (tejo), lo cual forzaba a la NCI a realizar el costoso trabajo de extracción de grandes cantidades de dicho árbol desde tierras públicas. En 1987, 23 años después de su descubrimiento y cuatro años más tarde de iniciadas las pruebas clínicas en tumores sólidos, fue probada su efectivdad en la terapia contra el cáncer al ovario. Notablemente, este agente, no obstante desarrollado por la NCI en sociedad con Bristol-Myers Squibb, fue exclusivamente comercializado por la BMS quien obtuvo beneficios del Taxol por mil millones de dólares, a pesar de que la copia del trabajo inicial fuera financiada por los contribuyentes estadounidenses. [cita requerida]

### Las camptothecinas
Otra clase de droga original de la NCI fueron las camptothecinas. El Camptothecin, derivado de un árbol ornamental chino, inhibe la topoisomerasa I, una enzima que permite el desenrollado del ADN. A pesar de los promisorios resultados de los estudios preclínicos, el agente tenía una pequeña actividad antitumoral en las primeras pruebas clínicas, y su dosis se veía limitada por su nefrotoxicidad a los riñones: su anillo lactone es inestable y de pH neutral, esto hacía que en el entorno ácido de los riñones se vuelva activo, dañando los túbulos renales. En 1996 un análogo más estable, el irinotecan, ganó la aprobación de la FDA para el tratamiento de cáncer de cólon. Más adelante, este agente podría ser usado también en el tratamiento de cáncer de mama y cáncer de pulmón.

### Agentes basados en platino
El Cisplatino, un compuesto basado en platino, fue descubierto por un investigador de la Michigan State University, Barnett Rosenberg, quien trabajaba bajo un contrato con la NCI. Este fue caso del llamado serendipia (descubrimiento accidental): Rosenberg había querido inicialmente explorar los posibles efectos de un campo eléctrico en el crecimiento de una bacteria. Él observó que la bacteria inesperadamente cesaba su división cuando esta estaba bajo el campo eléctrico. Emocionado por el hallazgo, pasó meses haciendo pruebas e intentando explicar este fenómeno. Pero sufrió una decepción cuando encontró que la causa fue un artefacto experimental; la inhibición en la división bacterial era ocasionada no por el campo eléctrico sino por el electrodo de platino con el que efectuaba la electrólisis. Este descubrimiento accidental, no obstante, pronto inició una serie de investigaciones y estudios sobre los compuestos del platino en la división celular, lo que culminó en la síntesis del cisplatino. Esta droga fue fundamental en la cura del cáncer testicular. Posteriormente, Eve Wiltshaw y otros investigadores del Institute of Cancer Research del Reino Unido, ampliaron la utilidad clínica de los compuestos de platino con el desarrollo propio del carboplatino, un derivado del cisplatino con una enorme actividad antitumoral y comparativamente menos nefrotóxico.

### Nitrosoureas
Un segundo grupo con un contrato con la NCI, dirigido por John Montgomery del Southern Research Institute, sintetizó nitrosourea, un agente alquilante (un compuesto que contiene uno o más grupos Alquilo que se combina activamente con otras moléculas) con conexiones cruzadas de ADN. Estos productos químicos alteran la composición del material genético en células de división rápida, como las células cancerígenas, lo que causa una muerte celular selectiva.
El Fludarabino fosfato, un análogo de la purina el que se ha convertido en un componente principal en el tratamiento de pacientes con leucecima linfocítica crónica, fue otro desarrollo similar de Montgomen.

### Antraciclinas y epipodofilotoxinas
Otras moléculas efectivas vinieron también de la industria durante el período de 1970 a 1990, incluyendo las antraciclinas y las epipodofilotoxinas; ambas, inhibidoras de la acción de la topoisomerase II, una enzima crucial para la síntesis del ADN.

## Cuidados de apoyo durante la quimioterapia
Como ha sido obvio desde sus orígenes, las drogas usadas en quimioterapia, son esencialmente venenos. Los pacientes que reciben estos agentes experimentan severos efectos secundarios que limitan las dosis que pueden ser administradas, y por consiguiente limitan sus efectos beneficiosos. Los investigadores clínicos notaron que la habilidad para manejar esta toxicidad era crucial para el éxito de la quimioterapia.
Algunos ejemplo son notables; muchos agentes quimioterapéuticos causan una profunda supresión de la médula ósea. Esto es revesible, pero toma su tiempo. El apoyo con transfusiones de plaquetas y glóbulos rojos así como antibióticos de amplio espectro, en caso de infecciones durante este período es crucial para permitir la recuperación del paciente. 
Es importante mencionar además algunos factores prácticos. La mayoría de los agente usados causaban náuseas muy severas (llamadas náusea y vómito inducido por quimioterapia (CINV) en la literatura médica) las cuales, mientras no causaran la muerte directa de los pacientes, era insoportable, en los tratamientos con las dosis más altas. El desarrollo de nuevas drogas para prevenir la náusea (el prototipo de esto fue el ondansetron) fue de gran uso práctico, así como lo fue el diseño de catéteres intravenosos más modernos (por ejemplo las líneas Hickman y las líneas PICC) las cuales han permitido la administración segura de la quimioterapia así como de la terapia de apoyo.

## Un período de calma
Con los éxitos de la quimioterapia combinativa y el descubrimiento de muchos nuevos agentes, apareció la sensación de que todos los tipos de cáncer podían ser tratados, si tan sólo se pudiera administrar la combinación adecuada de fármacos, en las correctas dosis y en correctos intervalos de tiempo. Una continua búsqueda por parte de la industria farmacéutica producía nuevos compuestos y los científicos clínicos elaboraban pruebas clínicas con cada vez más complejas combinación a cada vez más altas dosis.
Una importante contribución durante este período fue el descubrimiento de una característica que permitió la administración de hasta esos momentos dosis letales de quimioterapia. La médula ósea de los pacientes era primero cultivada, la quimioterapia administrada, y la médula cultivada eran entonces reimplantada en el paciente pocos días después. Este avance, llamado trasplante de médula ósea autólogo, fue inicialmente pensado para beneficiar a un gran número de pacientes, incluyendo aquellos con cáncer de seno en estado avanzado; pero estudios rigurosos han fallado en confirmar este beneficio, y el trasplante autólogo ya está tan ampliamente usado en casos de tumores sólidos. 
Los beneficios curativos de suministrar altas dosis de quimioterapia gracias al uso del trasplante autólogo están limitados a pacientes con la enfermedad de Hodgkins, quienes fallaron en terapias con combinaciones convencionales de fármacos. No obstante, el trasplante autólogo sigue siendo usado como parte de la terapia por un grupo de neoplasias hematológicas.
La contribución hormonal para algunos subtipos de cáncer de seno fue reconocida durante este período. Se llevaron a cabo desarrollo de moduladores farmacológicos (como el oestrogen) y el tamoxifeno.
No obstante los oncólogos clínicos parecen haber chocado contra una dura pared en este punto en términos de resultados, bajo la superficie algo extraordinario estaba sucediendo: 
a saber, se avanzó mucho en la aclaración y entendimiento de los mecanismos que son la base de cáncer. La comprensión del funcionamiento de la célula y avances en técnicas para probar perturbaciones en sus funciones permitió a los investigadores entender la naturaleza genética del cáncer. Es importante notar cuan prioritario es este punto; los agentes quimioterapéuticos habían sido descubiertos básicamente por casualidad, por ensayo o por inhibiendo el camino crítico del metabolismo de la división celular, pero nunca había sido particularmente específico para cada tipo de célula cancerígena.

## Terapia dirigida

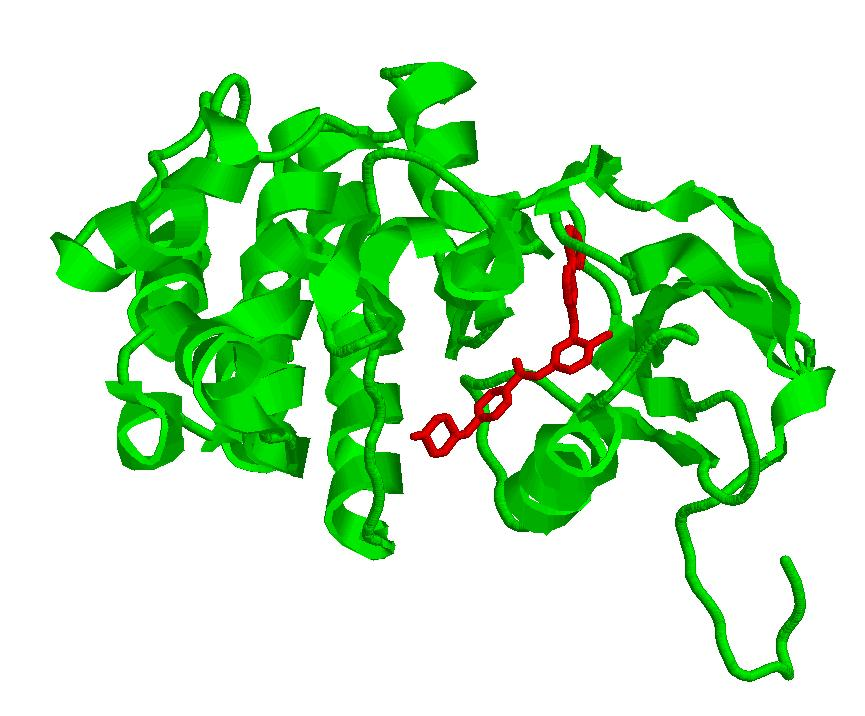
Bcr-abl quinasa, que causa LMC, en verde, inhibido por una pequeña molécula de Imatinib mesylate, en rojo.

Los avances en investigaciones moleculares y genéticas para entender la biología celular, abrieron ampliamente nuevas redes de señalización que regulan la actividad celular, como la proliferación y sobrevivencia. Muchas de estas redes fueron encontradas radicalmente alteradas en células cancerígenas, y estas alteraciones tenían base genética causada por una mutación somática opcional. 

### Inhibidores de tirosina quinasa
El clásico ejemplo de desarrollo dirigido es el imatinib mesylate (Gleevec), una pequeña molécula que inhibe una molécula señalizadora (Quinasa). La anormalidad genética causante (LCM, un tipo de Leucemia) ha sido conocida por largo tiempo como una translocación cromosomal creando una fusión anormal de proteína, Quinasa BCR-ABL, la cual señaliza de manera aberrante, llevando a la proliferación descontrolada de las células de leucemia. El Imatinib precisamente inhibe esta Quinasa. A diferencia de muchos otros agentes anticancerígenos, el descubrimiento de este fármaco no fue accidental; Brian Druker, trabajando en la Oregon Health Science University, había investigado extensamente la enzima Quinasa anormal en casos de CML. Él razonó que precisamente inhibiendo esta Quinasa con una droga controlaría la enfermedad y tendría un pequeño efecto en las células normales. Druker colaboró con el químico de Novartis Nick Lydon, quien desarrolló algunos candidatos a inhibidores. Desde aquí, imatinib fue elegido por ser la más prometedore en los experimentos de laboratorio. Primero Druker y otros grupos a nivel mundial demostraron que cuando esta pequeña molécula es usanda para tratar pacientes con fases crónicas de CML, el 90% alcanzaba la remisión hematológica completa. Se tiene la esperanza de que el "targeting" molecular de similares defectos en otros tipo de cáncer, tendrán el mismo efecto.

### Anticuerpos monoclonales
Otra rama de investigación en terapia dirigida es la cada vez más usada terapia basada en anticuerpos monoclonales. No obstante los anticuerpos monoclonales (proteínas inmunes que pueden ser seleccionadas para precisamente conectar a casi cualquier objetivo) han sido estudiados por décadas, ellos derivaron de los ratones y no funcionaban particularmente bien cuando se administraban a humanos, causando reacciones alérgicas y siendo rápidamente removidos de la circulación. La "Humanización" de estos anticuerpos (genéticamente, transformándolos para ser tan similares a un anticuerpo humano como sea posible) ha permitido la creación de una nueva familia de anticuerpos monoclonales altamente efectivos. El Rituximab, una droga usada para tratar linfomas, es un ejemplo representativo.

## Conclusiones
El descubrimiento de ciertos químicos tóxicos administrados en combinación, pueden curar ciertos tipos de cáncer, se considera como una de los más grandes avances en medicina moderna. 
Tipos de cáncer como ALL infantil, cáncer testicular, y la enfermedad de Hodgkins, antes, fatal en todos los casos, son ahora enfermedades por lo general, curables. La primera revolución en terapia contra el cáncer fue ampliamente una experiencia estadounidense, auspiciada por un optimista y previsor Gobierno Federal, el que fundó la NCI con la misma filosofía de la "big-idea" que el Proyecto Apolo. De hecho, la gran revolución se dio cabalmente, luego de que la industria farmacéutica se viera altamente comprometida con el tema. 
La quimioterapia convencional citotóxica ha mostrado la habilidad de curar algunos tipos de cáncer, incluyendo el cáncer testicular, la enfermedad de Hodgkin, el linfoma no hodgkiniano, un algunos tipos de leucemia. También, ha mostrado su efectivdad en la terapia adyuvante, en la reducción de los riesgos de recurrencia después de la cirugías de alto riesgo en casos de cáncer de mama, cáncer de cólon y cáncer de pulmón, entre otros. Sin embargo, las esperanzas creadas por los dramáticos éxitos iniciales de la quimioterapia no fueron completamente colmadas, por el hecho de que la quimioterapia convencional citotóxica no ha llenado las altas expectativas de curar los cánceres más comunes.  
La tasa de impacto de la quimioterapia en sobrevivencia al cáncer puede ser difícil de estimar, desde el mejoramiento de la detección del cáncer, prevención (por ejemplo, campañas antitabaco), y detección de todas las estadísticas de influencia sobre incidencia de cáncer y mortalidad. En los Estados Unidos, la tasa de incidencia de caso de cáncer se mantuvo estable de 1995 a 1999, mientras que las muertes por cáncer decrecieron sostenidamente desde 1993 hasta 1999. Otra vez, esto probablemente refleja el impacto de la combinación del mejoramiento en el diagnóstico, prevención y tratamiento, Sin embargo, el cáncer se mantiene como la mayor cause de enfermedad y muerte, y la quimioterapia convencional citotóxica ha fallado en curar la mayoría de casos de cáncer después de que han entrado en metástasis.
Los nuevos conocimientos sobre la biología molecular del cáncer y las nuevas herramientas para identificar específicamente proteínas aberrantes han abierto nuevas posibilidades. Las siguientes dos décadas verán dos estrategias de terapia contra el cáncer en competencia: pequeños inhibidores moleculares e inmunoterapia con un efector de células reprogramado, ambos emparejarán fuerzas en su tentativa para finalmente curar el cáncer.